# Wappen der Grafschaft Hanau

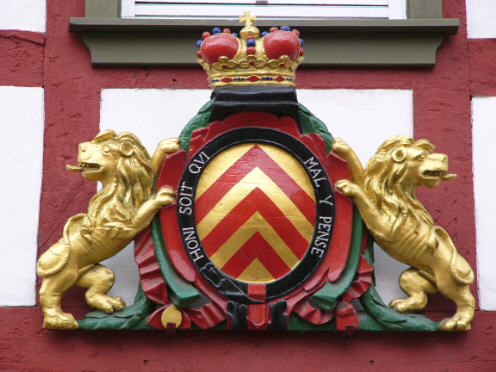
Hanauer Wappen am ehemaligen Gasthof „Zum Löwen“ in Altheim. Der Hosenbandorden („Honi soit qui mal y pense“) ist aber eine freie Zutat

Das Wappen der Grafschaft Hanau war zunächst das Wappen der Herrschaft Hanau und seit 1429 der Grafschaft Hanau. Es entstand im 13. Jahrhundert, in Anlehnung an das Wappen der Grafen von Rieneck.

## Vorgänger
Ältestes bekanntes Wappen der Herren von Hanau war ein steigender Löwe, der in Reitersiegeln Reinhards I. geführt wurde. Er wurde von den Herren von Dorfelden übernommen – eine verwandtschaftliche Beziehung zwischen den beiden Familien ist wahrscheinlich, aber nicht wirklich nachgewiesen.

## Entstehung
Reinhard I. von Hanau beteiligte sich in der zweiten Hälfte des 13. Jahrhunderts an der Auseinandersetzung der Mainzer Erzbischöfe mit den Grafen von Rieneck um die Macht im westlichen Spessart. Reinhard I. stand auf der Seite der Erzbischöfe. Der lang anhaltende Konflikt endete 1271 mit dem Sieg des Mainzer Erzbischofs Werner von Eppstein. Teil des Friedensschlusses war, dass eine Tochter des Grafen Ludwig III. von Rieneck, Elisabeth, mit reicher Aussteuer und unter ihrem Stand (!), an den Sohn Reinhards I., Ulrich I., verheiratet werden musste.
Die Hanauer – offensichtlich stolz auf diesen ständischen Aufstieg – gestalteten ihr eigenes Wappen nach dem entsprechenden Rienecker Vorbild – gelb / rot, nur eben Sparren statt der Rienecker Balken. Den bisher geführten steigenden Löwen, der in Reitersiegeln Reinhards I. gezeigt wurde, gaben sie bald auf. Ulrich I., Ehemann der Elisabeth von Rieneck, nutzt ihn noch gemeinsam mit dem neuen Sparren-Wappen auf dem geteilten Schild seines Rücksiegels. Der Löwe erscheint unter Ulrich II. letztmals in einigen Sekretsiegeln. Seit dem Ende des 13. Jahrhunderts erscheinen als Hanauer Wappensymbol nur noch die Sparren. Ebenfalls Ulrich II. übernimmt dann auch noch die Rienecker Helmzier, einen weißen, aufsteigenden Schwan, mit dem die Rienecker ihre Abstammung von Lohengrin nachweisen wollten. Diese identische Helmzier führte zum Streit, der 1367 mit einem Vergleich beendet wurde: Rieneck führt einen ganzen stehenden, Hanau aber einen wachsenden halben Schwan.

## Spätere Veränderungen

### Ende der Grafschaft Rieneck
Die Ähnlichkeit der Wappen führt in späteren Jahrhunderten zu der Vermutung, dass beide Häuser aus derselben Wurzel stammen. Jedenfalls benutzt Graf Philipp III. von Rieneck dieses Argument als absehbar wurde, dass er ohne männliche Erben sterben würde und Kaiser Karl V. um die Eventualübertragung seiner Lehen an Graf Philipp III. von Hanau-Münzenberg bat, was der Kaiser auch gewährte. Da der Kaiser im gleichen Jahr abdankte, versuchte der Graf von Hanau diese Übertragung von dessen Nachfolger König Ferdinand I. bestätigt zu erhalten. Bevor das jedoch geschah, starb Graf Philipp III. von Rieneck am 3. September 1559. Hinsichtlich der materiellen Erbansprüche konnte der Graf von Hanau gegenüber den Rienecker Lehnsherren so nur wenig durchsetzen, jedoch übernahm er das Wappen der Rienecker und deren Namen in seine Titulatur.

### Wappen der Grafschaft Hanau-Lichtenberg
Mit der Lichtenberger Erbschaft Philipps des Älteren 1480 wurden zunächst die Wappen der Grafschaft Hanau und der Herrschaft Lichtenberg kombiniert, indem der Schild geviertelt wurde und jedes der beiden Wappen zwei Mal abwechselnd dargestellt wurde. 1590 wird dann in das Herz des Schildes das Ochsensteiner Wappen eingefügt. 1606 wird das Wappen völlig umgestaltet: Der Schild ist wieder in vier Felder eingeteilt, die die Wappen von Hanau, der Grafschaft Zweibrücken, der Herrschaft Lichtenberg und der Herrschaft Ochsenstein zeigen. Das Herzschild wird vom Wappen der Herrschaft Bitsch eingenommen. In der Endfassung, die mit dem Regierungsantritt des Grafen Friedrich Casimir und der Vereinigung der Grafschaften Hanau-Münzenberg und Hanau-Lichtenberg entstand, hat das Wappen nun zwei Reihen mit je drei Feldern, die folgende Wappen zeigen: Hanau, Grafschaft Rieneck, Zweibrücken, Münzenberg, Lichtenberg und Ochsenstein. Das Herzstück wird von dem Wappen von Bitsch eingenommen. Die Gestaltung ist an mehreren historischen Gebäuden in Hanau noch zu sehen, so am Nebeneingang des Marstalls, am Kanzleigebäude des Hanauer Stadtschlosses, am Frankfurter Tor sowie am Neustädter Rathaus.
Das Wappen enthielt nun folgende Felder, in der oberen Reihe heraldisch rechts: Drei rote Sparren in goldenem Feld (Grafschaft Hanau), Mitte: Rote Balken in goldenem Feld bzw. achtfach von Rot und Gold quergestreift (Grafschaft Rieneck), heraldisch links: roter Löwe in goldenem Feld (Grafschaft Zweibrücken); Zweite Reihe heraldisch rechts: Von Rot und Gold quergeteilt (Herrschaft Münzenberg), Mitte: Schwarzer Löwe in silbernem Feld mit roter Schildbord (Herrschaft Lichtenberg), heraldisch links zwei silberne Querbalken in rotem Feld (Herrschaft Ochsenstein); Mittelschild: Roter Schild mit goldenem Schildbort (Herrschaft Bitsch). Die zugehörigen Helmkleinode von der heraldisch rechten Seite: 1. Wachsender Schwan (Grafschaft Hanau), 2. Sitzender roter Löwe zwischen zwei schwarz-weißen Federbüschen (Grafschaft Zweibrücken), 3. Pfauenschwanz zwischen zwei rot-goldenen Fähnlein auf einem Fürstenhut (Herrschaft Münzenberg), 4. Silberner Schwan auf gekröntem Helm (Grafschaft Rieneck), 5. Schwanenrumpf (Herrschaft Lichtenberg), 6. Rumpf eines Mannes mit rot-silberner Mütze und ebensolchem Kleid (Herrschaft Ochsenstein).
Wappen der Grafschaft Hanau-Lichtenberg

Wappen der Grafschaft Hanau-Lichtenberg bis 1642: Quadranten: Grafschaft Hanau, Grafschaft Zweibrücken, Herrschaft Lichtenberg, Herrschaft Ochsenstein; Mittelschild: Herrschaft Bitsch
Wappen der Grafschaft Hanau-Lichtenberg 1642–1736
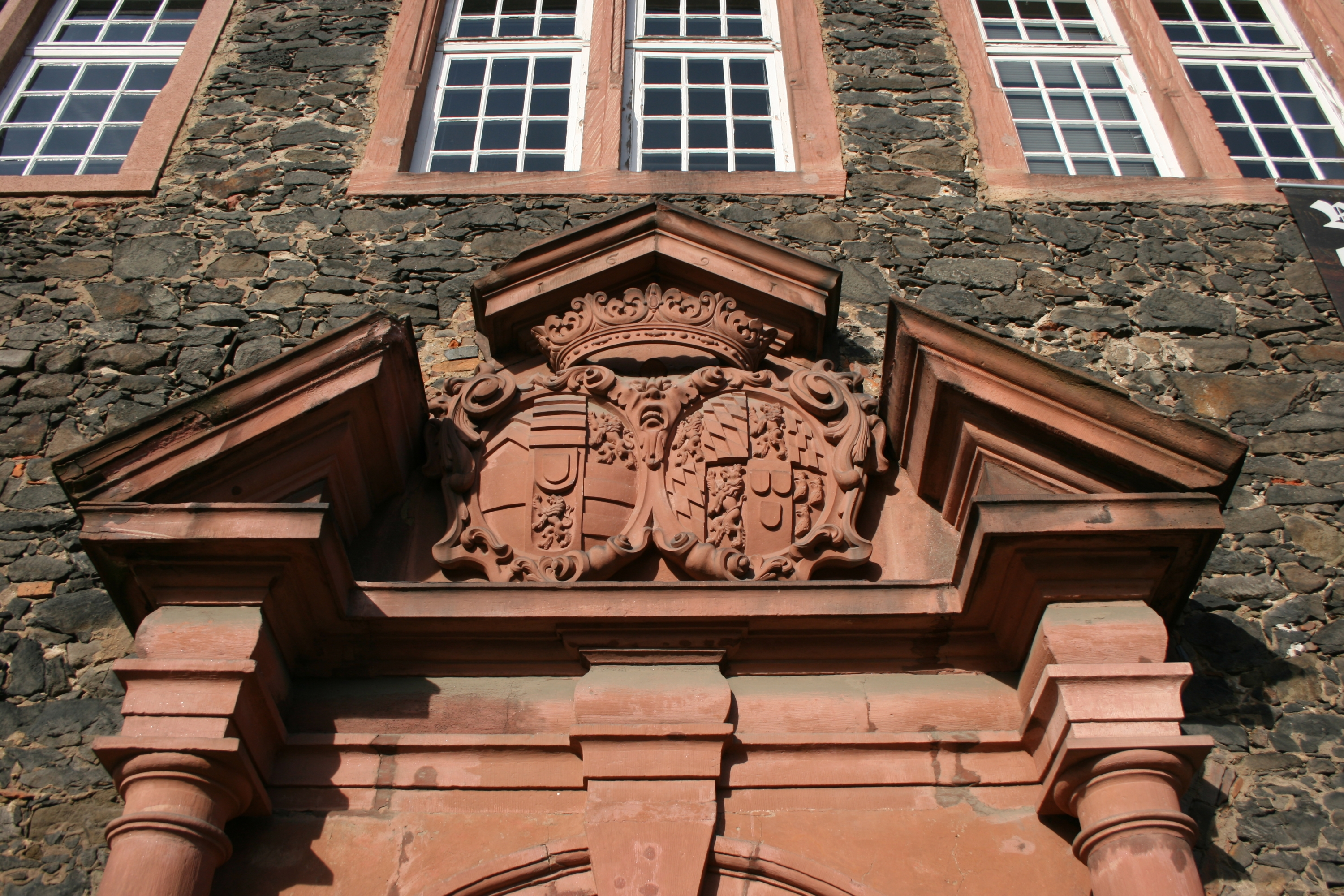
Das kombinierte gräfliche Hanauer Wappen am Kanzleibau (heraldisch rechts, Allianzwappen mit Magdalena Claudia von Pfalz-Zweibrücken-Birkenfeld-Bischweiler)

## Nachwirkungen

### Ende der Grafschaft Hanau
1736 starb mit Graf Johann Reinhard III. der letzte männliche Vertreter des Hanauer Grafenhauses. Aufgrund eines Erbvertrags von 1643 fiel der Hanau-Münzenberger Landesteil an die Landgrafschaft Hessen-Kassel, aufgrund der Ehe der einzigen Tochter des letzten Hanauer Grafen, Charlotte, mit dem Erbprinzen Ludwig (VIII.) von Hessen-Darmstadt der Hanau-Lichtenberger Anteil nach dort. Beide Herrscherhäuser und beide Staaten, sowie deren Nachfolgestaaten, das Kurfürstentum Hessen (bis zu seinem Untergang 1866) und das Großherzogtum Hessen (bis zur Einführung der Republik 1918) führten das Hanauer Wappen als Bestandteil des eigenen Wappens weiter.

### Heutige Nutzung
- Das Wappen wird heute von der Stadt Hanau weiter genutzt. Dabei durchlief es einige Veränderungen. Die heute gültige Form geht auf einen Vorschlag des Heraldikers Adolf Matthias Hildebrandt aus dem Jahr 1905 zurück, die bereits versuchte, einige unhistorische Elemente wegzulassen.[9]

- Auch die Fürsten von Hanau verwenden das alte Hanauer Wappen als Bestandteil des eigenen Wappens.

- Zahlreiche weitere Gebietskörperschaften nutzen das Hanauer Wappen als Teil des eigenen.[10]

spätere Nutzungen des Hanauer Sparrenwappens

Wappen des Großherzogtums Hessen(-Darmstadt), das Wappen von Hanau: unten Mitte
Wappen des Kurfürstentums Hessen(-Kassel), das Wappen von Hanau: oben Mitte (geviertelt mit Rieneck)
Wappen der Stadt Hanau